# Павел (Леднев)

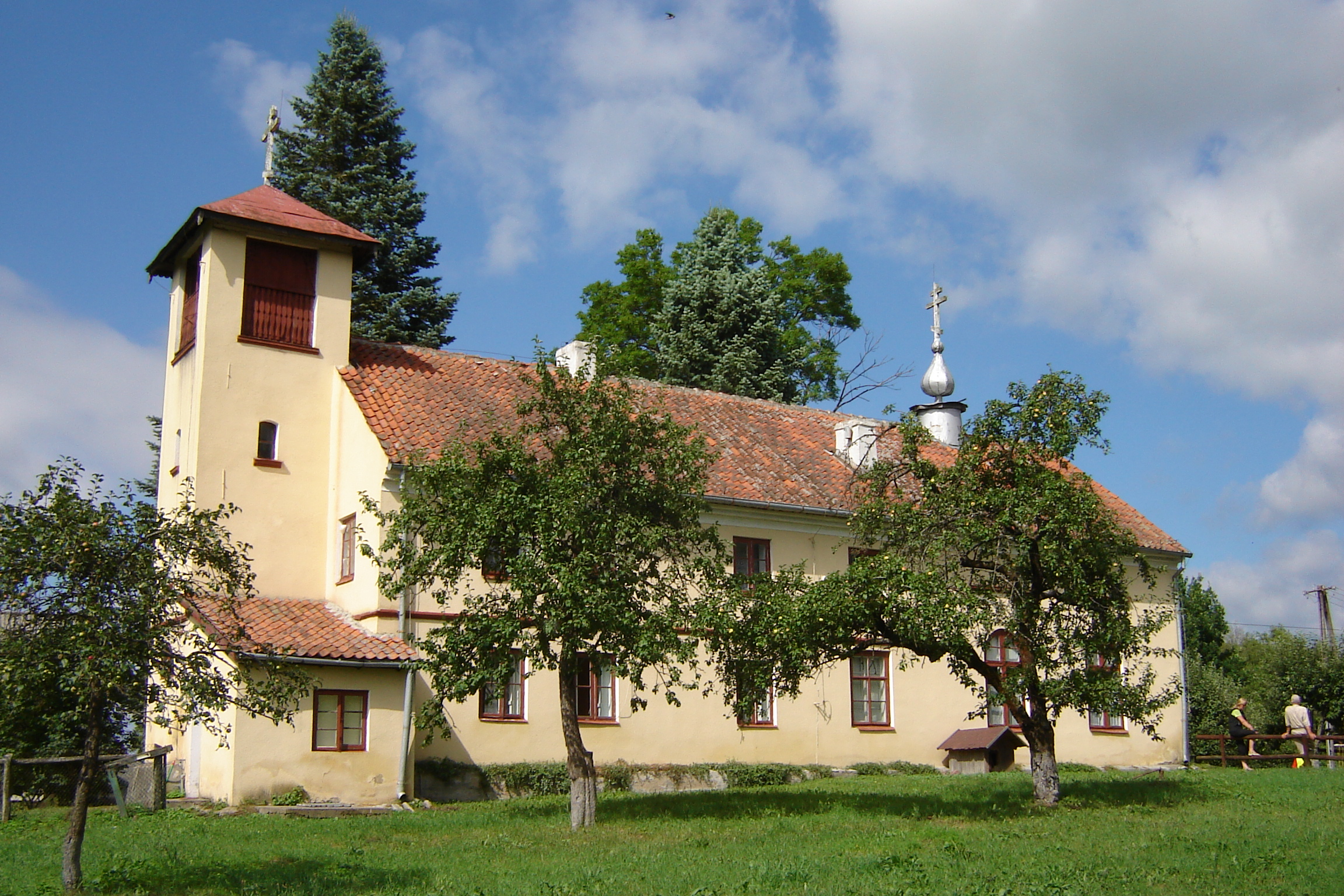
Войновский Свято-Троицкий монастырь

Архимандри́т Па́вел (также известен как Па́вел Пру́сский, в миру Пётр Ива́нович Леднёв; 11 (23) января 1821, Сызрань — 27 апреля (9 мая) 1895, Москва) — священнослужитель Русской православной церкви, архимандрит, настоятель Московского Никольского единоверческого монастыря. Известный миссионер, писатель и публицист, работы которого в основном посвящены опровержению старообрядческого раскола.

## Биография
Пётр Иванович Леднёв родился 11 (23) января 1821 (по другим данным 16 (28) января) в городе Сызрани в старообрядческой семье и сам в первую половину жизни принадлежал к старообрядцам-федосеевцам, занимая среди них весьма видное положение как хороший начётчик.

### Деятельность встарообрядчестве
Строгие меры императора Николая I против старообрядчества заставили руководителей Преображенского кладбища в Москве подумать о создании нового центра где-либо в более безопасном месте. И в начале 1848 года на средства кладбища Пётр (ещё до принятия иночества) был отправлен в Пруссию (отсюда его прозвание «Прусский») и там устроил в Гумбиненской области недалеко от города Гумбиннен в Восточной Пруссии (ныне город Гусев в Калининградской области России), где жило человек до тысячи русских, старообрядческий Войновский монастырь в пос. Экертсдорфе (быв. Восточная Пруссия, ныне пос. Войново на Мазурских озерах, на северо-востоке Польши).
Вскоре после этого Петром было осуществлено давнее желание — принять монашество, для этого он поехал в Черниговские слободы, в Злынский беспоповский монастырь, где и был пострижен в иноки с именем Павел.
В 1851 году, вследствие раздоров в своём монастыре, он удалился на время в Климоуцы (близ Белой Криницы), где познакомился и стал одним из оппонентов Павла Белокриницкого, а также основал немногочисленную поморскую (беспоповскую) общину, но в 1852 году возвратился в свой монастырь, которым и управлял 15 лет (до 1867), стоя во главе федосеевщины и пользуясь громкой известностью во всей России в качестве вождя старообрядчества.
Во главе с иноком Павлом Прусским Войновский монастырь пережил свой расцвет. В 1847—1867 Свято-Троицкий монастырь — важный центр духовной жизни федосеевцев Восточной Пруссии, имевший большое влияние и среди федосеевцев западных губерний Российской империи. Павел Прусский увеличил монастырь, построив несколько новых зданий, основал библиотеку; иноки в монастыре воспитывали и обучали церковной грамоте детей, нередко присланных из России. Кроме того, он основал женский монастырь в Пупах (ныне Спыхово, Польша) близ Войнова. По его инициативе возникло немало молелен в России, где настоятелями были бывшие ученики Войновского монастыря.
Около 1856 года изменил федосеевским воззрениям на брак и стал допускать новожёнов на исповедь и общее моление, почему и был вызван в 1858 году на Преображенское кладбище для объяснений, закончившихся разрывом.
В 1861 году установил в монастыре моление за возвращение священства. Войновский монастырь стал центром оживлённой религиозной полемики. Поэтому в 1859 году мазурские старообрядцы разделились на две части: одни — во главе с Павлом Прусским, примкнувшим к брачным поморцам (новожёнам), и другие — под руководством Алексея Михеева, твёрдо отстаивавшего федосеевские взгляды на безбрачие. Многократные попытки игумена Павла привлечь на свою сторону Алексея Михеева и признать бессвященнословные браки не увенчались успехом.
В 1868 году основал в Йоханнесбурге (ныне Пиш, Польша) типографию, в чьей обильной продукции преобладала литература в защиту бессвященнословного брака. Издавал религиозно-полемическую литературу и позже способствовал появлению особых «листков» (непериодического издания) «Истины» (в 1863—1866 годах — редактор-издатель Константин Голубов).

### Деятельность после присоединения кРПЦ

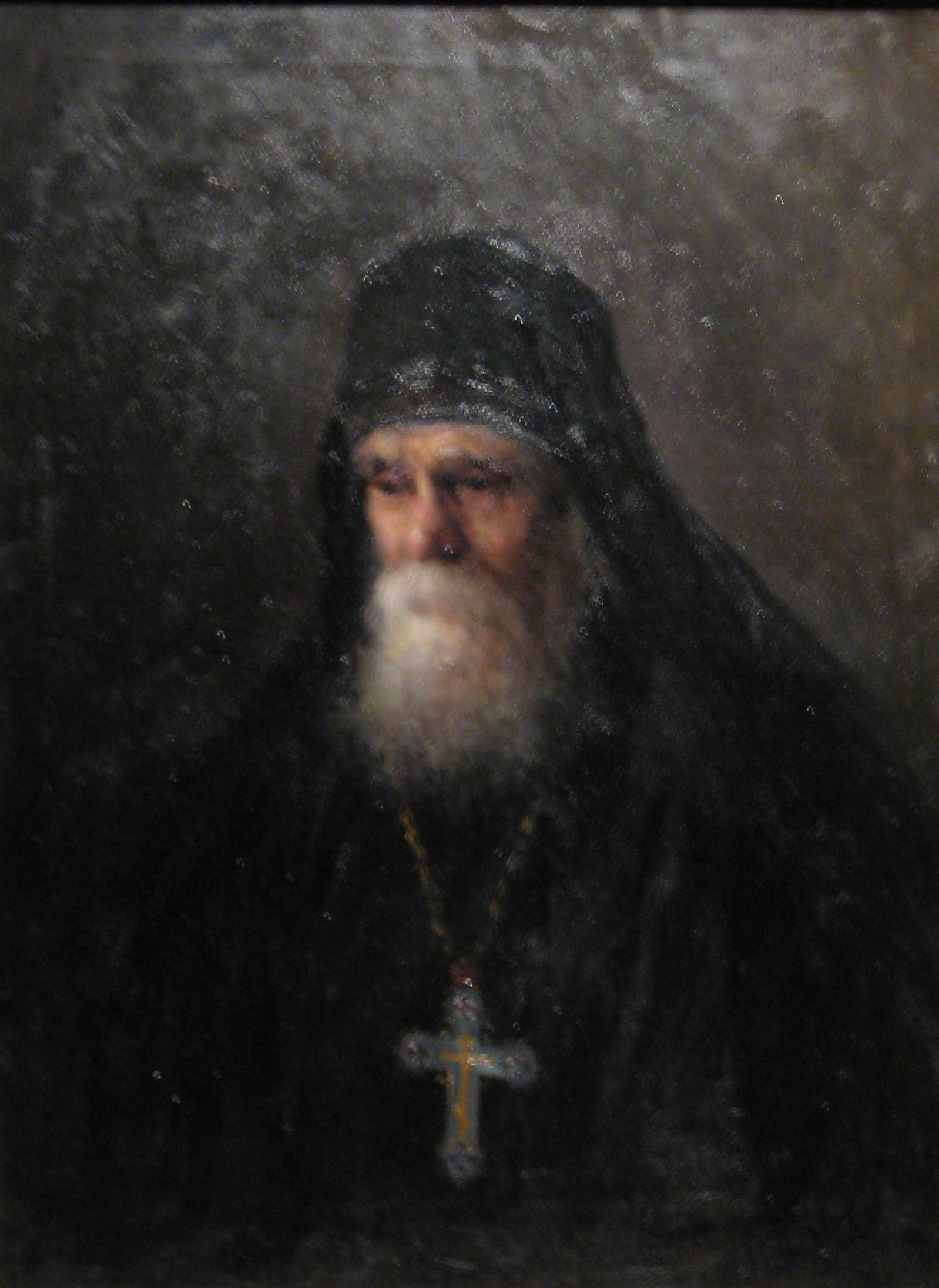
Архимандрит Павел (Леднев) Прусский. Портрет из ГИМ (1892 г.)

Перейдя вместе с пятнадцатью монахами своего монастыря в единоверие, в 1867 году Павел Прусский был вынужден покинуть Войновский монастырь. Вскоре уехал в Москву и сумел сблизиться и завоевать доверие митрополита Московского Филарета (Дроздова), оценившего его познания вероучения старообрядцев, их методов апологетики и тонкостей аргументации и увидевшего в Павле способного миссионера. Но в ноябре 1867 года митрополит Филарет (Дроздов) скончался.
25 февраля 1868 года, в воскресенье второй недели Великого поста, было совершено торжественное присоединение Павла Прусского и некоторых из братий, пришедших вместе с ним из Пруссии, к Православной Церкви епископом Леонидом (Краснопевковым), викарием Московской епархии. После этого он вместе со своим братством, состоящим из 15 человек, вселился в Московском Никольском единоверческом монастыре. И с этого времени все свои немалые знания и большую энергию он посвятил проповеди единоверия.
11 июня 1868 года митрополитом Московским Иннокентием (Вениаминовым) инок Павел поставлен настоятелем Никольского единоверческого монастыря в Москве.
15 декабря 1868 года рукоположён в священный сан, а через некоторое время был возведён в чин игумена.
В 1880 году за миссионерские труды на благо Церкви отмечен возведением в сан архимандрита.
Без преувеличения можно сказать, что он стал одним из самым известных миссионеров Русской Церкви. Маршрут передвижения миссионера характеризует его последовательность и трудоспособность: Перелазы — Петербург — Вильна — Петербург — Динабург — Новоалександровск — Каролишки — Вилькомир — Яново — Рымки — Ковна — Вильна — Динабург — Рубелишки — Данышевка — Режица — Псков — Петербург — Москва — Рубелишки — Новоалександровск — Вильна — Ковна — Страшуны — Свенцяны — Апидомы — Данышевка — Витебск — Динабург — Рубенишки — Василёво — Динабург — Режица — Динабург — Вильна — Климуцы (Буковина) — Варшава — Черновцы — Сучава — Драгомирна — Климуцы — Черновцы — Львов — Варшава — Вильна — Псков — Петербург — Москва.
Приведённый перечень общин, где в 1869—1871 годах сеял и взращивал семена истинной веры отец Павел Прусский, свидетельствует о ревности, с которой он взялся проповедовать в среде старообрядцев, желая их соединения с Матерью-Церковью.
Находясь в зените славы, он вспомнил об оставленных им в Климоуцах (близ Белой Криницы) поморцах и явился, чтобы просветить их единоверием. Ему с трудом удалось убедить малое число бывших своих последователей подчиниться синодальной власти — так был основан единственный единоверческий приход за границей.
Как относился отец Павел к единоверию, насколько глубоко понимал его сущность (в особенности по сравнению со своими современниками) и как горячо желал сохранить его в надлежащей чистоте, видно из следующего случая:
В январе 1885 года обер-прокурор Святейшего Синода К. П. Победоносцев выдвинул предложение оказать честь архимандриту Павлу возведением его в епископский сан, о чём сообщил в письме отцу Павлу его друг — профессор Николай Субботин.

Я чувствительно благодарю К. П. и Киевского владыку и всех членов святейшего Синода за внимание ко мне, убогому человеку; но вот мое мнение по этому предмету:
- Во-первых, силы мои стали слишком слабы, чтобы мне быть викарием коей-либо епархии. Если бы отец Филарет не нёс мои тяготы, то я ещё в прошлом году был бы должен отказаться и от управления монастырём: коль паче не могу исполнять обязанности викария.
- Второе, занимаясь по силе моей своим делом, я нахожу себя несколько полезным Святой Церкви; а принявши обязанности викария, едва ли уже смогу принести какую пользу; да и обязанностям викария, кажется, уже поздно мне учиться.

А принять сан епископа, оставаясь в том же Никольском единоверческом монастыре, опасаюсь, чтобы не проложить дорогу для единоверцев стужать правительству об учреждении единоверческих архиереев и тем не подать повода к разделению иерархической власти, что я не нахожу полезным и даже считаю вредным. Об этой опасности вы сами знаете не хуже меня. А потому быть первым единоверческим архиереем я не имею желания, особенно, когда это делается, чтобы почтить меня.

По всем вышеизложенным причинам я нахожу, что едва ли будет какая польза для Церкви, если я приму епископский сан. А посему покорнейше вас прошу сообщить К. П., чтобы уволили меня от столь великого сана, как человека немощного; а за внимание ко мне, убогому человеку, прошу вас его поблагодарить.
Скончался архимандрит Павел 27 апреля 1895 года, в четверг 4-й седмицы по Пасхе.
Накануне отпевания Божественную литургию, у гроба почившего, совершал преосвященный Тихон (Никаноров), епископ Можайский, викарий Московской епархии. Отпевание возглавил сам митрополит Московский Сергий (Ляпидевский).
Похоронили незабвенного старца в понедельник 1-го мая напротив алтаря Никольского придела, главной церкви Никольского единоверческого монастыре.

### О литературной деятельности

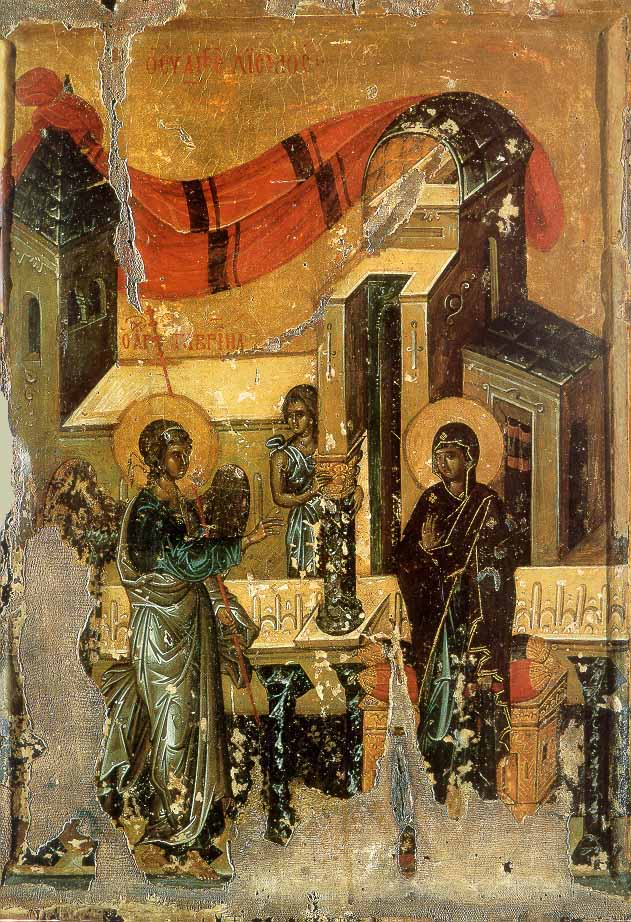
Благовещение. Византийская икона XIV века. Архимандритом Павлом (Прусским) привезена из Иерусалима; с 1887 в Никольском монастыре, ныне — в ГМИИ

Кроме устной проповеди архимандрит Павел снискал известность как писатель. Его трудам давали такую характеристику:

Даровитый самоучка и знаток древнерусской и святоотеческой литературы, он писал легко, просто и доказательно, опровергая все пункты учения раскола.— Павел Прусский // Энциклопедический словарь Брокгауза и Ефрона : в 86 т. (82 т. и 4 доп.). — СПб., 1890—1907.
Большая часть его сочинений печаталось в регулярно издававшихся журналах «Братское Слово» и «Душеполезное Чтение», и др., а также выходило отдельными изданиями, сделанными отчасти Святейшим Синодом. Особенно ценятся его подробные опровержения «Поморских ответов» Андрея Денисова и «Вопросов Никодима»; «Беседа с поповцем о 69 правиле Карфагенского собора»; «Беседа с поморцем о Пирре»; «Размышления при чтении апокалипсиса, изложенные в ответах на вопросы собеседника» и другие.
Он оставил обширное публицистическое и научное наследие, которое помещается примерно в шести объёмных томах. Большая часть его статей и книг помещена в четырёхтомном посмертном собрании сочинений, изданном в 1897—1899 годах.

## Сочинения
- Краткое описание путешествия во св. град Иерусалим и прочие св. места. -М.: Братство св. Петра митр., 1884. −111 с.
- Краткие известия о существующих в расколе сектах об их происхождении, учении и обрядах, с краткими о каждой замечаниями, архимандрита Павла. Архивная копия от 10 ноября 2020 на Wayback Machine -М.: тип. Э.Лисснера и Ю.Романа, 1885. −88 с.
- Замечания на книгу, известную под именем «Вопросов Никодима». -М.: тип. Э.Лисснера и Ю.Романа, 1887. −187 с.
- Ответ на тетрадку Швецова под заглавием «Несправедливость замечаний» (архимандрита Павла) на первую главу книги «Истинность старообрядствующей иерархии». -М.: тип. Э. Лисснера и Ю. Романа, 1889. — 32 с
- Замечания на книгу поморских ответов Архивная копия от 20 ноября 2020 на Wayback Machine: С прил. замечаний на 21-й ответ в книге «Щит веры». -М.: Братство св. Петра митр., 1891. −518 с.
- Краткое руководство к познанию правоты святой церкви и неправоты раскола, изложенное в разговорах между старообрядцем и православным Архивная копия от 10 ноября 2020 на Wayback Machine: [С прил. разговора о том, погрешают или не погрешают именуемые старообрядцы в догмах веры]. -М.: Синод. тип., 1894. −191 с.
- * Размышления при чтении апокалипсиса, изложенные в ответах на вопросы собеседника. Архивная копия от 16 ноября 2020 на Wayback Machine -М.: тип. Э.Лисснера и Ю.Романа, 1894. −234 с.
- Собрание сочинений Никольского единоверческого монастыря настоятеля архимандрита Павла. Ч.1. −4-е изд., -М.: Синодальная тип., 1883.
- Собрание сочинений Никольского единоверческого монастыря настоятеля архимандрита Павла. Ч.2. −4-е изд., -М.: Синодальная тип., 1883. Архивная копия от 22 января 2015 на Wayback Machine
- Собрание сочинений Никольского единоверческого монастыря настоятеля архимандрита Павла. Ч.3. Архивная копия от 17 ноября 2020 на Wayback Machine −4-е изд., -М.: Синодальная тип., 1888. −519 с.
- Полное собрание сочинений Никольского единоверческого монастыря настоятеля архимандрита Павла. Т.1. −1-е посмерт. изд., -М.: Братство св. Петра митр., 1897. −631 с. Архивная копия от 22 января 2015 на Wayback Machine
- Полное собрание сочинений Никольского единоверческого монастыря настоятеля архимандрита Павла. Т.2. Архивная копия от 10 ноября 2020 на Wayback Machine −1-е посмерт. изд., -М.: Братство св. Петра митр., 1897. −576 с.
- Полное собрание сочинений Никольского единоверческого монастыря настоятеля архимандрита Павла. Т.4. Архивная копия от 15 ноября 2020 на Wayback Machine −1-е посмерт. изд., -М.: Братство св. Петра митр., 1899. −605 с.
- Никольского единоверческого монастыря архимандрита Павла беседа с одним из православных о том, как следует смотреть на именуемое старообрядчество Москва : Братство св. Петра митрополита, 1896 Архивная копия от 21 января 2015 на Wayback Machine
- Две беседы с старообрядцами (о трех свещах и о поклонах) настоятеля Никольского монастыря игумена Павла Москва : тип. Т. Рис, 1876 Архивная копия от 22 января 2015 на Wayback Machine
- Беседы о свидетельствах и святоподобиях, приводимых поповцами, в защиту их глаголемаго священства -М.: тип. Э.Лисснера и Ю.Романа, 1896 Архивная копия от 22 января 2015 на Wayback Machine
- Советы старообрядцу о необходимости и вернейших способах рассмотрения истины. — 1895
- Из воспоминаний инока Павла (Прусского) Архивная копия от 10 ноября 2020 на Wayback Machine
- Московского Никольского единоверческого монастыря настоятеля священно-инока Павла краткое слово в день поставления его в сан священника, 15 декабря 1868 года Архивная копия от 16 ноября 2020 на Wayback Machine
- Никольского единоверческого монастыря настоятеля игумена Павла путешествие по Кавказской епархии в 1876 и 1877 года Архивная копия от 16 ноября 2020 на Wayback Machine
- Беседа архимандрита Павла с одним из старообрядцев австрийского согласия о том, имели ли они, оставаясь без епископов, епископские действия, как утверждают некоторые из них Архивная копия от 10 ноября 2020 на Wayback Machine
- Беседа архимандрита Павла с старообрядцем о власти антихрист Архивная копия от 10 ноября 2020 на Wayback Machine
- Беседа с поповцем о Пирре, патриархе Царя-града, и Феодосии, епископе Кесарии Вифинской Архивная копия от 17 ноября 2020 на Wayback Machine
- Дружеские беседы двух старообрядцев, старца и юного, о их религиозном положении Архивная копия от 20 ноября 2020 на Wayback Machine
- О молении за царя. Против федосеевцев и филипповцев Архивная копия от 16 ноября 2020 на Wayback Machine
- Ответы беспоповскому начетчику (Зыкову) на три предложенные им вопроса Архивная копия от 10 ноября 2020 на Wayback Machine
- Ответы И. Ф. Пешехонова на вопросы беспоповцев, с замечаниями архимандрита Павла Архивная копия от 11 ноября 2020 на Wayback Machine
- Избранное. — СПб.: Издательский проект «Квадривиум», 2024. — 656 с. — ISBN 978-5-00207-567-6